# Janez Gregorin
Janez Gregorin - Šteblajev Johan, slovenski novinar, alpinist in pisatelj; * 22. januar 1911, Horjul, † 4. oktober 1942, Ljubljana.

## Življenje in delo
Gregorin je še pred svojim 20. letom sam preplezal vrsto gora v Savinjskih Alpah: leta 1927 severno steno Turske gore, vzhodno steno Grintovca z Velikih podov ter z istega izhodišča jugovzhodno steno Dolgega hrbta. Leta 1929 je zmagal vzhodno steno Male Rinke in zahodno steno Križa ter varianto v vzhodni steni iste gore. Plezal je sam ali v družbi s svojim bratom Mirom (operni pevec, 1913—2007) in prijatelji Karlom Tarterjem, Igorjem Omerso in Francetom Ogrinom. Vsega skupaj je preplezal 21 težkih smeri v Kamniško-Savinjskih Alpah.
Delal je kot novinar pri Slovenskem domu, ki je izhajal kot ljubljanski popoldnevnik. Njegova prva dela so izšla v dijaškem časopisu Žar, ko je bil sedmošolec. Pisal je o umetnosti, književnosti, športu, pa tudi eseje, novele, povesti s pretežno alpinistično tematiko (Pot v meglo, Čelešnik, Zavetje v pečevju in Blagoslov gora). Pisal je tudi pod psevdonimom Igor Zagrenjen. V Planinskem vestniku je leta 1930 objavil občutene razpoloženjske slike Zimski pohod skozi Turski žleb, V gorah sneži in mede in Megla. Skupina mladih plezalcev je leta 1937 začela z izdajanjem mesečne revije Planinska matica, pri kateri je bil nekaj časa urednik. Tu je objavil članek Alpinski razgledi, v katerem je opredelil pojma alpinizem in alpinistika in razložil svoje nazore o pomenu in namenu alpinizma. V uvodnem delu knjige V borbi z goro je zbral in odlično prevedel vrsto spisov najbolj vidnih tujih planinskih pisateljev. Osvoboditve, ki jo je najavil v Zavetju v pečevju, ni dočakal, saj je zaradi hude bolezni umrl. 
Ob 50-letnici Slovenskega planinskega društva je izšla v Ljubljani leta 1944 pod naslovom Blagoslov gora zbirka njegovih del o doživetjih v hribih, predvsem v Kamniških planinah. Uredil jo je Boris Režek.

### Zavetje v pečevju
Povest je njegovo najobsežnejše in najzrelejše delo. Izhajala je kot podlistek v režimskem časniku Slovenski dom od 29. 8. 1941 do 24. 1. 1942. Zgodba se odvija leta 1810, ko je Napoleon (ki ga je bralec lahko primerjal s Hitlerjem in spoznal, da gre v resnici za tedanjo nemško-italijansko okupacijo z nepojmljivim nasilništvom, ki so ga doživljali iz dneva v dan) vihtel bič objestnosti nad ponižanimi deželami. Domačini pod Kamniškimi planinami uprejo nasilnim vsiljivcem, kar izzove še hujše nasilje. Plahutarji (ki so bralca spominjali na partizane) so se skrivali v pečevju in gozdovih. Najhrabrejši se umaknejo v zavetja v gorah in se od tam vrnejo in osvobodijo domovino. Gregorin je v povest spretno vpletal ostro obsodbo okupatorjevih zločinov nad slovenskim ljudstvom. Povest zaključi z borbami v Glavniku (Kamniku) in v predmestju Globajne (Ljubljane), ki privedejo do osvoboditve. Sovražnik je pregnan, junaki se vračajo domov, da obnovijo Vreskovino. Nenavadno je, da je povest s tako izrazito uporniško idejo izšla v kolaborantskem časniku sredi kulturnega molka. Zanimivi so narečni izrazi iz Kamniškega kota.

## Alpinistični vzponi
- 1927: vzhodna stena Kalškega grebena, zahodna stena vrha Jermanovih vrat, jugovzhodna stena Kokrske Kočne, jugovzhodna stena Grintovca, jugovzhodna stena Dolgega hrbta, vzhodna stena Grintovca
- 1928: severovzhodna stena Turske gore
- 1929: vzhodna stena Male Rinke (južni del), vzhodna stena Križa, zahodna stena Križa, severni greben Križa
- 1932: severovzhodni raz Turske gore (M. Gregorin), severni steber Male Kalške gore (M. Gregorin), severozahodna stena Velike Kalške gore (M. Gregorin), severna stena Male Rinke (M. Gregorin), severni raz vrha Jermanovih vrat (M. Gregorin), severna stena Bab (Igor Omersa, France Ogrin)
- 1933: zahodna stena Konja (M. Gregorin)
- 1934: jugozahodna stena Štruce (Ivan Rihar)
- 1937: južna stena Kogla (Karl Tarter)
- 1938: severovzhodni raz Kompotele (M. Gregorin), jugovzhodni raz Štruce (Karl Tarter)